# Gubernia tambowska

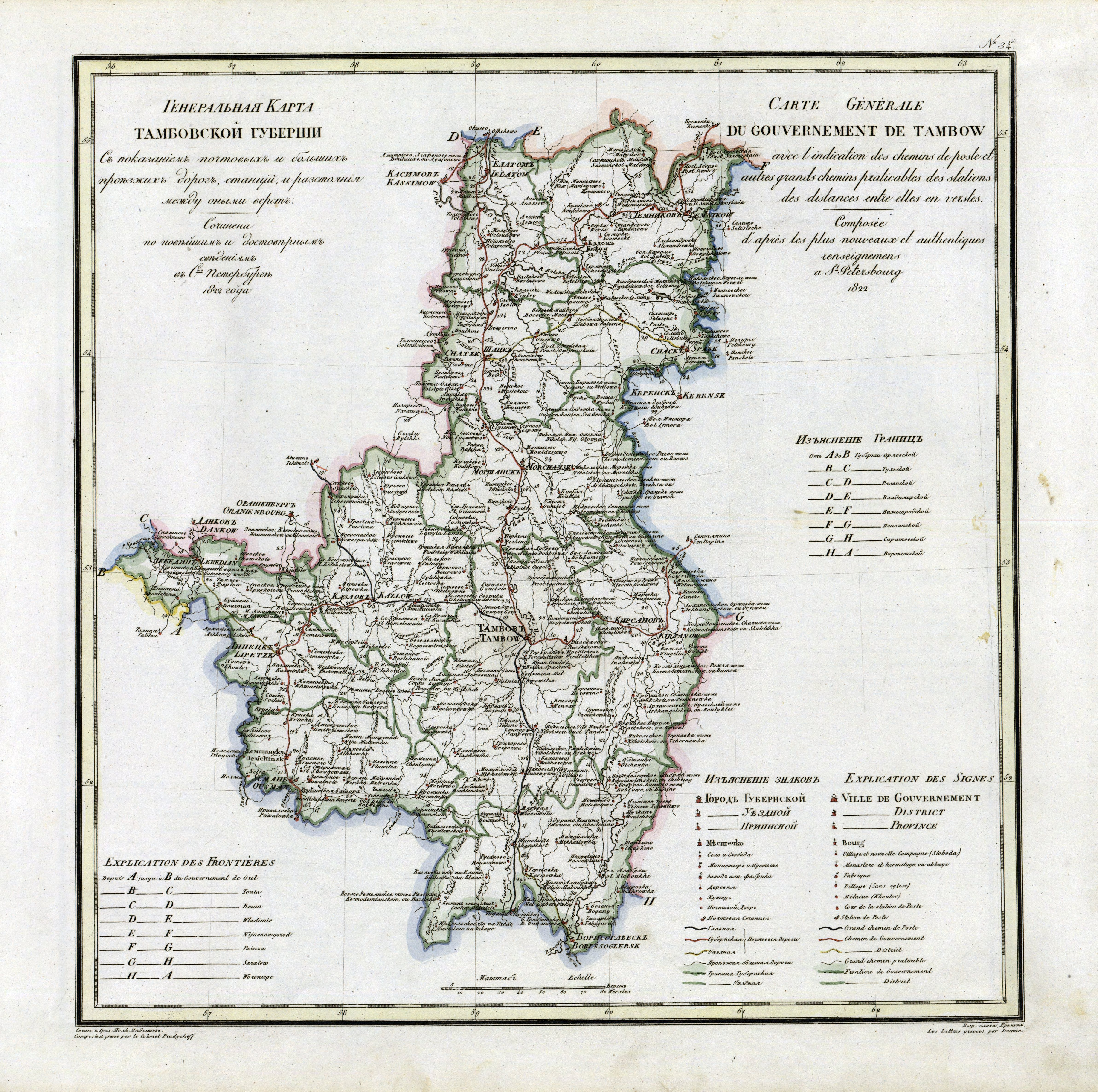
Mapa guberni tambowskiej 1821

Gubernia tambowska (ros. Тамбовская губерния) – jednostka administracyjna Imperium Rosyjskiego i RFSRR w centralnej Rosji, utworzona ukazem Katarzyny II 15 grudnia 1779 jako namiestnictwo tambowskie, od 1796 gubernia. Stolicą guberni był Tambow. Zlikwidowana w 1928.
Gubernia była położona pomiędzy 51°14' a 55°6' szerokości geograficznej północnej i 38°9' a 43°38' długości geograficznej wschodniej.  Graniczyła od północy z gubernią włodzimierską i niżnonowogrodzką, na wschodzie z gubernią penzeńską i saratowską, na południu z gubernią woroneską, na zachodzie z gubernią orłowską, tulską, riazańską i woroneską.
Powierzchnia guberni wynosiła 66 588 km²,  ludność, według spisu powszechnego 1897 - 2 684 030 osób – Rosjan (95,5%) z nieliczną mniejszością Mordwinów (3,3%) i Tatarów.
Gubernia w początkach XX wieku była podzielona na 12 ujezdów:  borisoglebski, jełatomski, kirsanowski, kozłowski, lebiedianski, lipiecki, morszański, spasski, tambowski, tiemnikowski, usmański i szacki.
Gubernia została w 1928 decyzją WCIK ZSRR wcielona w skład Centralnego Obwodu Czarnoziemnego RFSRR. Od 1937 na terytorium guberni istnieje obwód tambowski RFSRR, a obecnie Federacji Rosyjskiej. Obwód obejmuje 34,5 tys. km², a więc połowę terytorium dawnej guberni.
Gubernia tambowska była w latach 1918–1921 terenem największego rosyjskiego powstania chłopskiego przeciwko władzy bolszewików w Rosji.